# Висоцький заказник
Висо́цький заказник — лісовий заказник загальнодержавного значення в Україні. Розташований у межах Сарненського району Рівненської області, на північ від села Велюнь.
Площа 110 га. Створений у 1984 році (охороняється з 1967 року). Перебуває у віданні Висоцького лісгоспзагу.
Під охороною — ділянка чистих дубових насаджень природного походження у заплаві річки Горині, що є залишками поліських заплавних дібров. Вік дерев — до 200 років, трапляються старіші екземпляри (див. також Дуб у Висоцькому заказнику). У трав'яному покриві — лісові (на підвищеннях) та лучні угруповання. Зростають яглиця звичайна, конвалія звичайна, копитняк європейський, а також деревій цілолистий, вербозілля звичайне, комиш лісовий.
На заболочених ділянках гніздяться водоплавні птахи. Це єдине місце в області, де селиться чапля мала біла і чапля сіра. Є кілька поселень бобрів, ондатри.